# Esmarkbreen (Spitzbergen)
Der Esmarkbreen ist ein 15 Kilometer langer Gletscher im Oscar-II-Land auf Spitzbergen (Svalbard). Er ist nach dem dänischen Geologen Jens Esmark benannt und Teil des Nordre-Isfjorden-Nationalparks. Der Esmarkbreen kalbt in die Ymerbucht, einen Teil des Isfjords.
Der Esmarkbreen verfügt über eine bis zu 25 Meter hohe, an vielen Stellen nahezu senkrechte Abbruchkante, an der blau schimmerndes Eis aus dem Inneren des Gletschers gut zu sehen ist. Der Gletscher ist daher im Sommer ein beliebtes Ziel für Touristenschiffe aus Longyearbyen. Im August 2012 wurde dabei eine Touristin von herabfallenden Eisbrocken getötet, nachdem sich ihre Gruppe in einem Schlauchboot der Abbruchkante bis auf wenige Meter genähert hatte.

## Weblinks

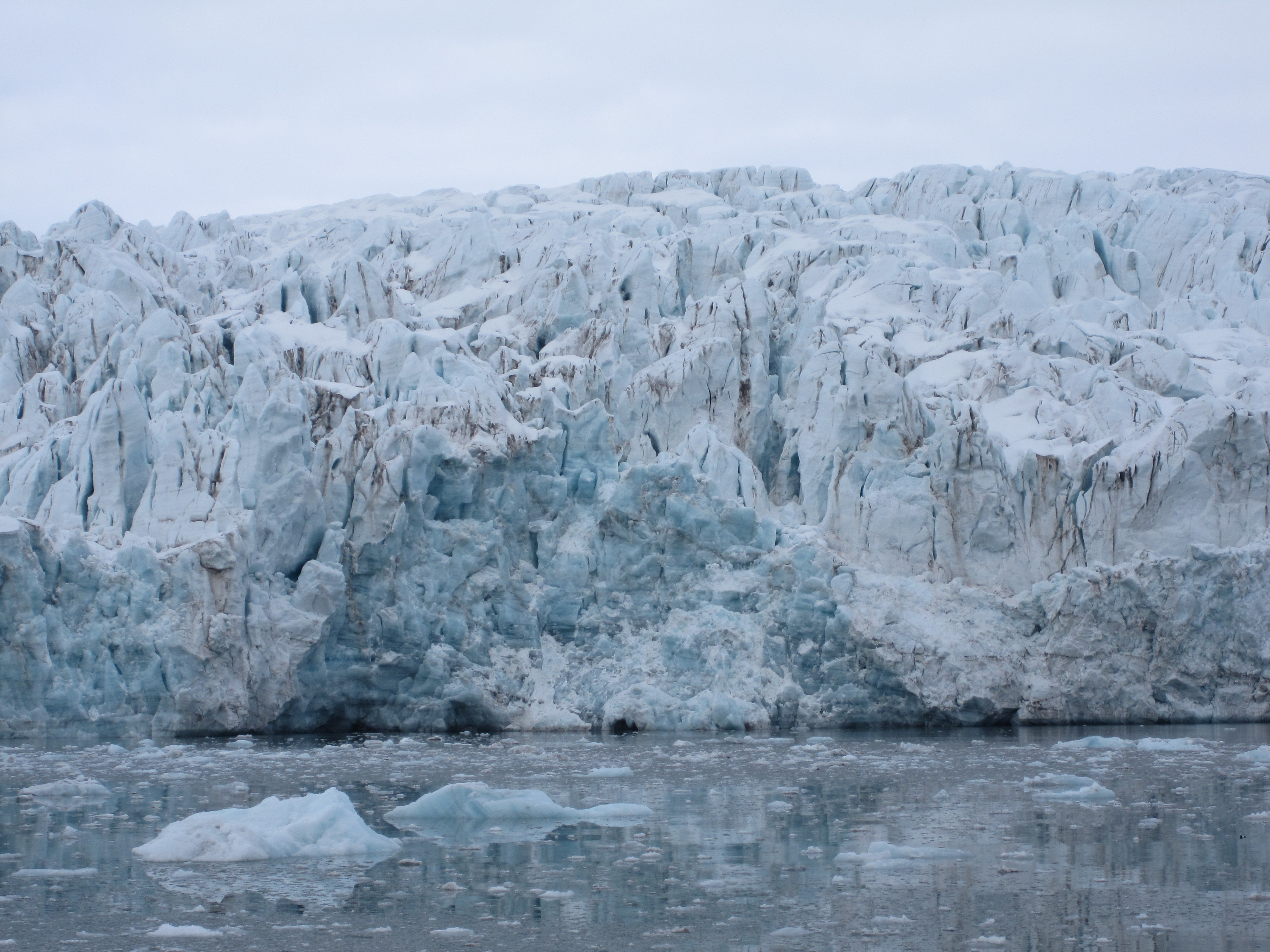
Abbruchkante Esmarkbreen